# Stefan Kazó
Stefan Kazó (* um 1655 in Steinamanger; † 8. August 1721 in Fünfkirchen) war Theologe, Archidiakon und Titularbischof.

## Leben

Die Region “Tótság”, visitierte Stefan Kazó im März 1698. Landkarte: Dioecesis Sabariensis, anno MDCCCVII. Ausschnitt, „Districtus Totsagiensis“

Stefan Kazó, auch István Kazó, Ištvan Kázó, Stephan Kazo, oder Štefan Kazo geschrieben, besuchte zunächst die Lateinschule am Bischöflichen Seminar in Raab/Győr und absolvierte anschließend am Pazmaneum in Wien ein Theologiestudium. Daraufhin übersiedelte er nach Graz und wurde dort im Jahre 1680 zum Doktor der Theologie promoviert.
Weitere Stationen seiner beruflichen Laufbahn waren: Propst von Eisenburg/Vasvár, Abt von Kapornak, Benefiziat von Ödenburg/Sopron, Archidiakon von Eisenburg und zugleich Pfarrer von Steinamanger/Szombathely.
Im Jahre 1700 vertauschte Kazó die Eisenburger Propstei mit jener von Fünfkirchen/Pécs, wo er etwa zwei Jahre später auch zum Titularbischof von Belgrad ernannt wurde. In Fünfkirchen wirkte Stefan Kazó bis zu seinem Tod im Jahre 1721.

## Visitatio Kazoiana 1698
Am 7. Juli 1696 erhielt Stefan Kazó als Archidiakon von Eisenburg durch Leopold I. König von Ungarn die Anordnung, im Bereich der Eisenburger Gespanschaft eine Kirchenvisitation durchzuführen. Diese Aufgabe konnte Kazó aber erst nach Absprache und im Einklang mit dem zuständigen Bischof von Raab, Prinz Christian August von Sachsen, ab 10. Februar 1697 in Angriff nehmen.
In der Zeit vom 23. Februar bis 16. April 1697 und vom 9. Oktober 1697 bis zum 28. März 1698, bereiste der etwa 42-jährige Kazó persönlich die Gespanschaft und inspizierte dabei insgesamt 663 Pfarr- und Kirchenorte.
Kazós handschriftliche Visitationsprotokolle sind erhalten und befinden sich heute im Bistumsarchiv Szombathely/Steinamanger. Die Visitationsberichte sind für die Topographie der ehemaligen Gespanschaft Eisenburg mit den einstigen Teilen im Burgenland und im slowenischen Übermurgebiet/Prekmurje von eminenter Bedeutung und stellen eine wertvolle historische Quelle für diese Regionen dar.
Die in Latein verfassten Visitationsaufzeichnungen informieren über die Pfarren, Pfarrer und Patronatsherren, über kirchliche Einrichtungen, Schulen und religiöse Volksbräuche und geben Aufschluss über die Bevölkerung in nationaler und konfessioneller Hinsicht.